# ريناتو روسو
ريناتو روسو (بالبرتغالية: Renato Russo) هو مغني برازيلي، ولد في 27 مارس 1960 في ريو دي جانيرو في البرازيل، وتوفي بنفس المكان في 11 أكتوبر 1996.

## وصلات خارجية
- الموقع الرسمي
- ريناتو روسو على موقع IMDb (الإنجليزية)
- ريناتو روسو على موقع ميوزك برينز (الإنجليزية)
- ريناتو روسو على موقع ديسكوغز (الإنجليزية)
- ريناتو روسو على موقع قاعدة بيانات الفيلم (الإنجليزية)